# Supernoves tipus Ib i Ic

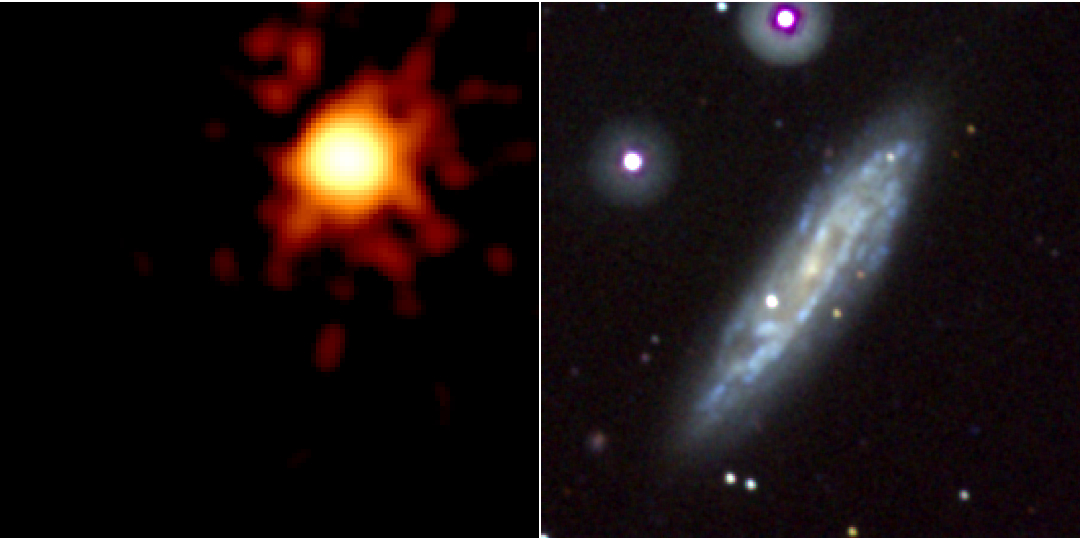
El Tipus Ib supernova SN 2008D a la galàxia NGC 2770, mostrada en raigs X (esquerra) i llum visible (dreta), a les posicions corresponents de les imatges. (Imatge de la NASA.)

Les supernoves tipus Ib i Ic són categories de supernoves que són causades pel col·lapse del nucli estel·lar d'estrelles massives. Aquestes estrelles s'han eliminat o han estat despullades del seu embolcall exterior d'hidrogen i, en comparació amb l'espectre de les supernoves de tipus Ia, no tenen la línia d'absorció del silici. En comparació amb el tipus Ib, es planteja la hipòtesi que les supernoves Ic han perdut més del seu embolcall inicial, inclosa la major part del seu heli. Els dos tipus s'anomenen normalment supernoves de col·lapse del nucli despullat.

## Espectres
Quan s'observa una supernova, es pot classificar en l'esquema de classificació de supernoves Minkowski–Zwicky basat en les línies d'absorció que apareixen en el seu espectre. Una supernova es classifica primer com a Tipus I o Tipus II, després subcategoritzat en funció de trets més específics. Supernoves pertanyents a la categoria general Tipus I li falten línies d'hidrogen en els seus espectres; en contrast amb Tipus II supernoves que mostren línies d'hidrogen. La categoria Tipus I es subdivideix en Tipus Ia, Tipus Ib i Tipus Ic.
Les supernoves de tipus Ib/Ic es distingeixen del tipus Ia per la manca d'una línia d'absorció de silici ionitzat individualment a una longitud d'ona de 635,5 nanòmetres. Quan les supernoves Tipus Ib i Ic envelleixen, també mostren línies d'elements com l'oxigen, el calci i el magnesi. En canvi, els espectres de les Tipus Ia esdevenen dominats per línies de ferro. Les supernoves Tipus Ic es distingeixen del tipus Ib en què els primers també manquen de línies d'heli a 587,6 nm.

## Formació

Les capes semblants a ceba d'una estrella massiva i evolucionada (no a escala).

Abans de convertir-se en una supernova, una estrella massiva evolucionada s'organitza com una ceba, amb capes de diferents elements en fusió. La capa més externa està formada per hidrogen, seguit d'heli, carboni, oxigen, etc. Així, quan l'embolcall exterior d'hidrogen es desprèn, s'exposa la següent capa que consisteix principalment en heli (barrejat amb altres elements). Això pot passar quan una estrella molt calenta i massiva arriba a un punt de la seva evolució en què es produeix una pèrdua de massa important pel seu vent estel·lar. Les estrelles molt massives (amb 25 o més vegades la massa del Sol) poden perdre fins a 10−5 masses solars (M☉) cada any, l'equivalent a 1 M☉  cada 100.000 anys.
Tipus Es planteja la hipòtesi que les supernoves Ib i Ic s'han produït pel col·lapse del nucli d'estrelles massives que han perdut la seva capa exterior d'hidrogen i heli, ja sigui per vent o per transferència de massa a un company. Els progenitors dels Tipus Ib i Ic han perdut la majoria dels seus embolcalls exteriors a causa dels forts vents estel·lars o bé per la interacció amb un company proper d'uns 3–4 M☉. Es pot produir una pèrdua de massa ràpida en el cas d'una estrella Wolf-Rayet, i aquests objectes massius mostren un espectre que manca d'hidrogen. Els progenitorsT del Tipus Ib han expulsat la major part de l'hidrogen a les seves atmosferes exteriors, mentre que els progenitors de tipus Ic han perdut tant l'hidrogen com l'heli; en altres paraules, Tipus Ic han perdut més del seu embolcall (és a dir, gran part de la capa d'heli) que els progenitors del tipus Ib. En altres aspectes, però, el mecanisme subjacent darrere de les supernoves Type Ib i Ic són similars a les d'una supernova tipus II, situant així les Tipus Ib i Ic entre Tipus Ia i Tipus II. Per la seva similitud, les supernoves Tipus  Ib i Ic de vegades s'anomenen conjuntament Supernoves Tpus Ibc.
Hi ha algunes evidències que una petita fracció de les supernoves tipus Ic poden ser les progenitores dels esclats de raigs gamma (GRB); en particular, es creu que les supernoves de tipus Ic que tenen línies espectrals àmplies corresponents a sortides d'alta velocitat estan fortament associades amb GRB. No obstant això, també es planteja la hipòtesi que qualsevol tipus destripat amb hidrogen, Lal supernova Ib o Ic podria ser un GRB, depenent de la geometria de l'explosió. En qualsevol cas, els astrònoms creuen que la majoria de Tipus Ib, i probablement la Tipus Ic també és el resultat del col·lapse del nucli d'estrelles massives despullades, més que no pas de la fuga termonuclear de les nanes blanques.
Com que es formen a partir d'estrelles rares i molt massives, la taxa de tipus L'aparició de supernoves Ib i Ic és molt inferior a la taxa corresponent per a les supernoves tipus II. Normalment es produeixen en regions de formació estel·lar noves, i són extremadament rars a les galàxies el·líptiques. Perquè comparteixen un mecanisme de funcionament similar, les supernoves Tipus Ibc i els diferents tipus II s'anomenen col·lectivament supernoves de col·lapse del nucli. En particular, les Tipus Ibc es pot anomenar Ibc com a supernoves de col·lapse del nucli despullat.